# Hildegard Kremper-Fackner
Hildegard Kremper-Fackner (* 8. Juli 1933 in Timișoara, Königreich Rumänien; † 5. März 2004 in Berlin, Deutschland) war Malerin und Graphiker und entstammte der deutschsprachigen Minderheit der Banater Schwaben.

## Leben
Ihre Schulausbildung erhielt Hildegard Kremper an der Notre-Dame Klosterschule „Arme Schulschwestern von Unserer Lieben Frau“ in Timișoara. Anschließend besuchte sie das Kunstlyzeum ebenda, wo sie von Lehrern wie Franz Ferch, Julius Podlipny, Andreas A. Lillin unterrichtet wurde. Das Studium an der Hochschule für Bildende Kunst absolvierte sie in Bukarest; dort erwarb sie 1958 ihr Diplom in Tafelgraphik und Buchillustration. Ihre Professoren für Grafik waren Vasile Cazar und Fred Mikos.
1959 kehrte sie als freischaffende Künstlerin nach Timișoara zurück, wo sie vom Künstlerverband ein Atelier zugeteilt bekam. 1960 ehelichte sie den Diplom-Ingenieur Simon Fackner aus Petrești (deutsch: Petersdorf), Siebenbürgen und trug seither den Doppelnamen Kremper-Fackner. Von 1962 bis 1974 war Hildegard Kremper-Fackner als Lehrkraft an der Fakultät für Bildende Künste an der Universität des Westens Timișoara tätig. Künstlerisch widmete sie sich in dieser Zeit ausschließlich der Druckgraphik. Ihr Durchbruch erfolgte 1968 mit dem Zyklus Banater Legenden, mit phantastischen Geschichten über die Burgruinen von Schoimosch, Lipova und Schiria.
1970 erhielt sie ein Stipendium der Stiftung Bonn – Bad Godesberg, welches ihre Studienreise auf Einladung der Internationalen Druckwerkstatt des Schlosses Wolfsburg ermöglichte. Es entstand der Zyklus Wolfsburg, 5 Farbradierungen, die in der Galerie des Schlosses verblieben, sowie der Zyklus Eine Sommerreise. In den darauffolgenden Jahren unternahm sie mehrere Studienreisen nach Wien und nach Deutschland.
Im Jahre 1978 wurde sie zur stellvertretenden Vorsitzenden des Landesverbandes für Bildende Künste in Bukarest ernannt. Das Jahr 1982 war ein großer Wendepunkt in der weiteren Weggestaltung der Künstlerin. Nachdem sie sich bei ihrer Arbeit Vergiftungen zugezogen hatte, wandte sie sich nun auch anderen Techniken zu, aus denen neue Zyklen in Pastell, Kohle und Federzeichnungen, sowie in Aquarell, Gouache und Tempera entstanden.
Die Architektur der Stadt Timișoara war für ihr Schaffen stets Anregung, die in den Zyklen Alt-Temeswar, Temeswarer Türme und Die Brücken der Begastadt zum Ausdruck kam.
Die Beziehung zur Natur war ein weiteres Schaffenselement für die Künstlerin. So entstanden der Zyklus Legende des Baumes sowie zahlreiche andere Landschaftsbilder, meist in Pastell. Auch ließ sie sich von den Banater Dörfern mit ihren Barockgiebeln, der donauschwäbischen Tracht, den Kirchweihfesten, und der Arbeit auf den Feldern inspirieren. Ihr bedeutendstes Schwabenbild ist Die schwäbische Braut. Das Bild entstand 1986 anlässlich der 200-Jahr-Feier des Dorfes Bakova. Hier spiegelte sie die in Auflösung begriffene deutsche Gemeinschaft wider. Im Vordergrund steht die Braut in voller Anmut und jugendlicher Frische, im Hintergrund sieht man zu ihrer Rechten eine Gruppe Einwanderer, und zu ihrer Linken eine zweite Gruppe, die der Auswanderer. Zwischen den beiden Gruppen ist das barocke Giebelhaus, das Symbol des Schaffens der Banater Schwaben. Das Gemälde ist im Büro der Landsmannschaft der Banater Schwaben in München ausgehängt.
Wenige Wochen vor der Rumänischen Revolution 1989 verließ die Künstlerin das Banat und ließ sich in Berlin nieder. Aus der Geschichte, dem Brauchtum und der Volkskultur der Banater Schwaben schöpfte sie eine Vielzahl ihrer Themen. Eine ihrer ersten Arbeiten in Berlin war Banat, deine Dörfer weinen. Das Gemälde entstand zum zehnten Todestag ihres ehemaligen Lehrers Franz Ferch. Am 5. März 2004 starb Hildegard Kremper-Fackner in Berlin.
Ihre Werke sind in den Museen von Timișoara, Bukarest, Wolfsburg, Magdeburg und Rio de Janeiro zu sehen, sowie in Privatsammlungen in Rumänien, Deutschland, Österreich, Italien, Kanada und den USA. Die Künstlerin ist während ihrer Laufbahn vielfach für ihre Werke ausgezeichnet worden. Sie erhielt mehrere Preise und wurde mehrfach im rumänischen Fernsehen für ihr Schaffen geehrt. Außerdem hatte sie weltweit eine Vielzahl von Eigen- und Gruppenausstellungen. Dank ihrer weltweiten Anerkennung erhielt sie mehrere Stipendien aus dem Ausland und konnte so einige Studienreisen machen.

## Studienreisen
- 1963 nach Ungarn
- 1964 in die Sowjetunion
- 1970 Stipendium für die Druckerei in Wolfsburg, Deutschland
- 1978 erneut Studienreise nach Deutschland
- 1980 und 1983 Studienreisen nach Wien, Österreich
- 1984 Stipendium des Pleinairs in Magdeburg, DDR

## Einzelausstellungen
- 1968, 1971, 1974, 1979, 1983, 1987 in Timișoara, Rumänien
- 1980 Satu Mare und Deva, Rumänien
- 1982 Galerie am Markt in Hofgeismar, Deutschland
- 1982 Kunstgalerie am Markt in Herzberg, Deutschland
- 1982 Galerie Schollbrockhaus in Herne, Deutschland
- 1984 Schwanebeck, Deutschland
- 1988 und 1989 Kunstgalerie in Reșița und Arad, Rumänien
- 1991 Stadttheater in Ingolstadt, Deutschland
- 1991 Konzerthaus in Heidenheim an der Brenz, Deutschland
- 1992 Bürgerzentrum in Oberschleißheim, Deutschland
- 1992 Haus der Donauschwaben in Sindelfingen, Deutschland

## Gruppenausstellungen
- 1958 Moskau, UdSSR
- 1959 Novi Sad und Belgrad, Jugoslawien
- 1970 Wolfsburg, Deutschland
- 1970 Modena und Abano Terme, Italien
- 1967 und 1977 in Hofgeismar und Dortmund, Deutschland
- 1979 Rio de Janeiro, Brasilien
- 1982, 1983 und 1984 in Jena, Gera und Magdeburg, DDR
- 1983, 1984 und 1989 in St. Pölten, Vöcklabruck und Eisenstadt, Österreich
- 1990, 1993, 1994 und 1996 in Kassel, Nürnberg, Ulm und München

## Preise
- 1980 zweiter Landespreis für Druckgraphik in Bukarest, Rumänien
- 1982 erster Landespreis für Graphik in Bukarest, Rumänien
- 1984 erster Preis für Druckgraphik in Bukarest, Rumänien
- 1995 Medaille der Triennale in Majdanek, Polen